# Белуш, Михаил Андреевич
Михаил Андреевич Белуш (27 ноября 1927, дер. Руда Липичанская — 16 июня 1944 года, деревня Куписк) — белорусский партизан, участник Великой Отечественной войны в составе партизанского отряда «Октябрь», геройски погибший, закрыв своим телом вражескую амбразуру.

## Биография
Родился в 1927 году в деревне Руда Липичанская Мостовского района в семье бедного крестьянина. До начала Великой Отечественной войны завершил обучение в четвёртом классе школы.
В 1938 году умер отец. После занятий в школе торопился помочь семье: косить траву, пасти хозяйскую корову. Беднякам нелегко жилось в панской Польше.
В партизанах с мая 1943 года, рядовой отряда “Октябрь” партизанской бригады Первомайской Барановичской области.

## Подвиги
На счету Михаила Белуша 8 пущенных под откос эшелонов немецких войск.
16 июня 1944 года партизаны отряда «Октябрь» вступили в бой с гарнизоном противника в деревне Куписк Новогрудского района. Положение партизан осложнялось тем, что на их пути был вражеский дзот, из двух амбразур которого били пулеметы.
Михаил Белуш со связкой гранат прорвался на передовую и смог обезвредить одну амбразуру, однако вторая продолжала стрелять. Тогда Михаил повторил подвиг Александра Матросова и накрыл своим телом амбразуру, позволяя своему отряду прорваться на позиции врага.
Партизаны с почестями похоронили героя.
После окончания войны его останки перенесли в братскую могилу в Кореличском районе. На месте его гибели в деревне Куписк, а также на родине героя в деревне Руда Липичанская, установлены мемориалы.
Михаил Андреевич Белуш был посмертно награждён орденом Отечественной войны первой степени.

## Память
- Именем Михаила Белуша названа улица в городе Дятлово, улица в городе Гродно, а также в Кореличах.
- Его имя присвоено Швейной фабрике в Новогрудском районе Гродненской области[5].
- В советское время имя М. А. Белуша традиционно присваивалось пионерским организациям и школам Белоруссии[4].